# Padina (Zvezdara)
Pour les articles homonymes, voir Padina.
Padina (en serbe cyrillique : Падина) est un quartier de Belgrade, la capitale de la Serbie. Il est situé dans la municipalité de Zvezdara.

## Présentation
Le quartier de Padina est situé au sud-ouest de la municipalité de Zvezdara, à la limite de la municipalité de Voždovac, sur la pente septentrionale de la colline de Mokroluško brdo (234 m). Son nom lui vient de sa position, le terme serbe padina signifiant « la pente ». Il est entouré par les quartiers de Medaković III au nord, Braće Jerković à l'ouest et, au sud-est, par la rue Cvetanova ćuprija, il s'étend jusqu'au quartier de Veliki Mokri Lug.
Padina s'est développé à la fin des années 1980 et il compte aujourd'hui environ 2 000 habitants. C'est un quartier essentiellement résidentiel.